# Geschichte Katars
Die Geschichte Katars umfasst die Entwicklungen auf dem Gebiet des heutigen Staates Katar von der Urgeschichte bis zur Gegenwart. Katar wurde zwar während der Steinzeit von Jägern und Sammlern bewohnt, doch wurde das Land durch die zunehmende Austrocknung seit dem 5. Jahrtausend v. Chr. von den Menschen verlassen. In den folgenden Jahrtausenden wurde Katar nur sporadisch besiedelt. 628 schlossen sich die Bewohner Katars dem Propheten Mohammed an und traten zum Islam über. Aber auch in der Folgezeit hatte das Land wegen des fehlenden Wassers kaum eine Bedeutung. Von sporadischen Handelssiedlungen und Lagerplätzen der Perlentaucher an der Küste abgesehen, war das Land nur von Beduinen bewohnt.
Um 1760 wanderten Beduinen unter dem Clan der Al Thani aus dem Zentrum der arabischen Halbinsel in den Nordwesten von Katar ein, denen wenige Jahre später die Sippe der Al Chalifa aus der Gegend von Kuwait folgte. Zwischen diesen Sippen kam es in der Folgezeit zu vielen Machtkämpfen. Die Al Thani unterhielten ein weit gespanntes Handelsnetzwerk und erlangten so eine herausgehobene Stellung unter den zahlreichen kleineren ansässigen Sippen, die lediglich in der engeren Region aktiv waren. In dieser Epoche gründeten die Al Chalifa die heute unbewohnte Stadt az-Zubāra im Norden Katars, die schnell zum wichtigsten Handelsort wurde. Formal befand sich Katar zu dieser Zeit im Einflussbereich des Osmanischen Reiches, wurde aber wegen geringer wirtschaftlicher Bedeutung von den Sultanen kaum beachtet.
1783 gelang den Al Chalifa die Abwehr eines persischen Angriffes und die Eroberung von Bahrain, worauf sich ein Großteil des Stammes auf der Insel niederließ, was zur Neuordnung der Machtverhältnisse in Katar führte. Ende des 18. Jahrhunderts geriet Katar zunehmend zwischen die widerstreitenden Interessen von Persien, Oman und den Arabern der Piratenküste. In dieser unsicheren Zeit gewann der Clan der Al Thani mit seinem Zentrum Doha an der Ostküste Katars die Vorherrschaft, auch durch ein Bündnis mit dem saudischen Machthaber Faisal ibn Turki Al Saud und durch Abkommen und familiäre Verbindungen zu anderen ansässigen Clans. Die Gründung der Al-Thani-Dynastie wird auf 1822 datiert. Zugleich löste Dohar az-Zubāra als wichtigste Handelsstadt ab. Zwischen 1850 und dem Ende des Jahrhunderts wuchs die Bevölkerung der Stadt von rund 400 auf 12.000 an.
Allerdings kam es 1867 noch einmal zu einem heftigen Kampf um die Herrschaft in Katar zwischen den Al Thani und den Al Chalifa von Bahrain. Hierbei wurden die katarischen Siedlungen Doha und al-Wakra von bahrainischen Truppen überfallen und zerstört. Zwar schlug ein Angriff der Al Thani auf Bahrain fehl, doch intervenierte Großbritannien und erzwang einen Frieden. Im folgenden Jahr wurde, auch wegen der wiederholten saudischen Überfälle in den vorangegangenen Jahrzehnten, ein Schutzvertrag zwischen Katar und Britannien abgeschlossen, wodurch das Land unter britischen Einfluss geriet. Dabei banden sich Vertreter des Hauses Al Thani persönlich eng an die Briten. Insbesondere der 1878 an die Macht gekommene Scheich Jassim Al Thani stärkte die Bindung an die Briten.
Damit erfolgte die Anerkennung der Halbinsel Katar als eigenständiger Staat und zugleich die endgültige Trennung von Katar und der Insel Bahrain. Allerdings versuchten auch die Osmanen ab 1871 ihre Ansprüche auf Katar verstärkt durchzusetzen. 1872 schloss Katar mit dem Osmanischen Reich einen ähnlichen Vertrag wie mit den Briten, wodurch das Land über zwei Schutzmächte verfügte. Das Verhältnis zu Istanbul blieb aber zugleich spannungsreich. So wurden Teile des Landes besetzt und in Doha eine osmanische Garnison stationiert. 1892 wurde Ahmad bin Muhammad bin Thani, ein Bruder von Scheich Jassim, entführt. In der darauf folgenden Schlacht von Al Wajbah im März 1893 schlug eine katarische Stammeskoalition die osmanischen Truppen, was zu einer weiteren Festigung des Staatsverbands und zu einer Aufwertung Jassims als erfolgreichem Kriegerfürst führte.
Wegen der zunehmenden Einmischung der Osmanen in die Verwaltung des Landes wandte sich Qassim Al Thani um Hilfe an die Wahhabiten. Diese Bewegung war unter Ibn Saud angetreten, die Osmanen in der Golfregion zurückzudrängen. Nun intervenierte Großbritannien (1913) um den osmanischen Einfluss auszuschalten und den Einfluss der Wahhabiten zu verhindern.
1916 mussten die letzten osmanischen Truppen das Land verlassen. Im gleichen Jahr unterzeichnete der Scheich einen formalen Schutzvertrag mit Großbritannien. Ähnlich wie in anderen Kleinstaaten der arabischen Welt gewährten die Briten militärischen Schutz, während die örtliche Regierung auf eine eigene Außenpolitik verzichtete und dieses Feld der britischen Regierung überließ. Katar war damit Teil des Vertragsoman. In der Folgezeit wuchs der politische und wirtschaftliche Einfluss Großbritanniens.
Als 1925 die gesamte Perlenfischerflotte des Staates in einem Sturm zerstört wurde und die Weltwirtschaftskrise von 1929 sowie nach 1930 der Perlenhandel im Golf durch das Aufkommen japanischer Zuchtperlen weitgehend zusammenbrach, führte dies zu einer schweren Wirtschaftskrise, die viele Katarer zur Auswanderung zwang. Zuvor hatte mehr als die Hälfte der Bevölkerung vom Sammeln, Verarbeiten und dem Handel mit Perlen gelebt. Allerdings hatte zu diesem Zeitpunkt bereits die Suche nach Erdöl begonnen. 1935 vergab Katar eine entsprechende Konzession an die britische Iraq Petroleum Company. 1939 folgten die ersten Erdölfunde. Eine ernsthafte wirtschaftliche Ausbeutung begann 1949, wodurch die Ölförderung bald das neue wirtschaftliche Standbein Katars wurde.
Von 1913 bis 1949 regierte Scheich Abdullah ibn Dschāsim das Land, ihm folgte sein Bruder Scheich Ali bin Abdullah Al Thani bis 1960. Familieninterne Auseinandersetzungen im Herrscherhaus führten zu zwei Staatsstreichen: zunächst entmachtete Ahmad bin Ali Al Thani im Oktober 1960 seinen Vater Scheich Ali bin Abdullah Al Thani, 1972 fiel Ahmad dann selbst einem Putsch seines Vetters Chalifa bin Hamad Al Thani zum Opfer. Die absolute Herrschaft der Dynastie blieb aber weiter bestehen.
Die Briten kündigten 1968 ihren Rückzug aus der Golfregion an. Nach dessen Umsetzung proklamierte Katar am 3. September 1971 seine Unabhängigkeit und lehnte damit, wie Bahrain, einen Anschluss an die Vereinigten Arabischen Emirate zur Föderation Arabischer Emirate ab. Auch nahmen die Scheichs von Katar nun den Titel eines Emirs an. Zugleich begann ein wirtschaftlicher Aufstieg, weil die Öleinnahmen zunehmend für inländische Investitionen eingesetzt wurden und eine Modernisierung der Staatsverwaltung erfolgte. 1961 wurde Katar Mitglied der Opec. Eine weitere Einnahmensteigerung erfolgte in den 1990er Jahren mit der beginnenden Ausbeutung von Erdgasfeldern. Im Jahr 1981 wurde mit Oman, den Vereinigten Arabischen Emiraten, Bahrein, Saudi-Arabien und Kuwait der Golf-Kooperationsrat gegründet. 1995 wurde Chalifa ibn Hamad aber seinerseits von seinem Sohn Hamad ibn Chalifa (seit 1995) gestürzt, der mit der Einleitung demokratischer Reformen begann. 1996 kam es zu einem erfolglosen Putschversuch durch einen Cousin des Emirs. 2003 wurde das Frauenwahlrecht eingeführt.
Außenpolitisch versuchte Chalifa bin Hamad Al Thani zunächst das lange konfliktreiche Verhältnis zu Saudi-Arabien zu verbessern. Nachdem die Saudis 1990 jedoch nicht in der Lage waren, die irakische Invasion in Kuwait zu verhindern, wandte sich auch Katar verstärkt den USA als Schutzmacht zu, unter Hamad bin Chalifa Al Thani noch stärker als unter seinem Vater. Seit 1998 ist Katar der Sitz des Hauptquartiers der US-Truppen im Nahen Osten, seit 2003 auch der übergeordneten Befehlsebene, des United States Central Command auf der Al Udeid Air Base. Diese war auch Kommandozentrale im Krieg der USA gegen den Irak im März 2003. Der ehemalige Emir Hamad bin Chalifa entwickelte starke Beziehungen zum Westen, insbesondere zu den USA, und diese Politik wurde fortgesetzt, als die Macht im Juni 2013 durch einen weiteren, allerdings relativ konfliktarm umgesetzten Palastputsch an seinen Sohn Tamim bin Hamad überging. Im März 2022 wurde Katar von den USA als ein Major non-NATO ally erklärt.
Die Streitkräfte Katars beteiligten sich bis zur Katar-Krise 2017 an der Militärintervention im Jemen seit 2015 mit ca. 1000 Soldaten und 10 Jagdflugzeugen.
Als Sitz des Nachrichtenkanals Al-Dschasira geriet Katar während des arabischen Frühlings mit seinen regionalen Nachbarn in Konflikt. Auch die Unterstützung Katars für islamistische Bewegungen in der Region löste Spannungen aus. Emir Tamim bin Hamad Al Thani begann diese Aktivitäten zwar herunterzufahren und Katar vermehrt als neutralen Vermittler in den Konflikten der Region zu positionieren. Unter Führung von Saudi-Arabien brachen am 5. Juni 2017 dennoch mehrere Staaten ihre diplomatischen Beziehungen zu Katar ab. Sie warfen dem Land Unterstützung des Terrorismus vor. In der Folge kam es zur Katar-Krise 2017 bis 2021.
Mitte Juli 2017 stellten US-amerikanische Geheimdienstvertreter dann gegenüber der Washington Post fest, dass die Vereinigten Arabischen Emirate (VAE) am 24. Mai einen Hackerangriff auf offizielle Internetseiten der Regierung Katars initiiert hatte, bei dem die Angreifer erfundene Zitate von Scheich bin Hamad in die Seiten und in Soziale Medien einschleusten, in denen er beispielsweise den Iran und die Hamas lobte. Diese Zitate sollen dann wiederum als Beweise gedient haben, mit denen Saudi-Arabien, die VAE, Ägypten und Bahrain Katars Medien blockierten.
Im Januar 2021 beendete Saudi-Arabien seine Blockade gegen Katar.
Herrscher der Al-Thani-Dynastie von Katar
- Thani ibn Muhammad (1822–1850)
- Muhammad Al Thani (1850–1878)
- Qassim Al Thani (1878–1913)
- Abdullah bin Dschasim Al Thani (17. Juli 1913 bis 20. August 1949)
- Ali bin Abdullah Al Thani (20. August 1949 bis 24. Oktober 1960)
- Ahmad bin Ali Al Thani (24. Oktober 1960 bis 22. Februar 1972)
- Chalifa bin Hamad Al Thani (22. Februar 1972 bis 27. Juni 1995)
- Hamad Al Thani (27. Juni 1995 bis 25. Juni 2013)
- Tamim bin Hamad Al Thani (seit 25. Juni 2013)